# Uniformen der Sicherheitspolizei und des SD

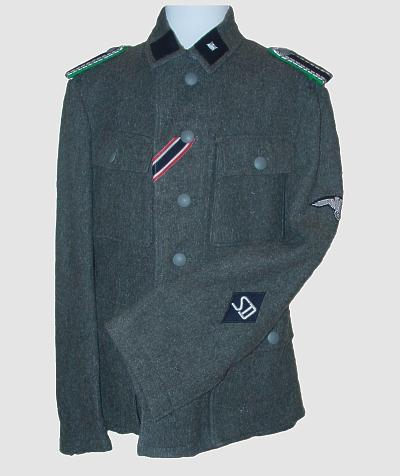
Uniformjacke eines Unterscharführers des Sicherheitsdienstes (SD) der SS mit der SD-Ärmelraute und den Schulterstücken der Schutzpolizei, am Knopfloch das Band des Kriegsverdienstkreuzes II. Klasse

Die Uniformen der Sicherheitspolizei (Sipo; Geheime Staatspolizei und Kriminalpolizei) und des SD (Sicherheitsdienst des Reichsführers SS) waren an die Uniformen der Waffen-SS angelehnt. Da die Gestapo, der SD und die Waffen-SS 1945 als verbrecherische Organisation verboten und aufgelöst wurden, gehören sie in der Bundesrepublik Deutschland mit allen ihren Untergliederungen zu den verfassungswidrigen Organisationen im Sinne von § 86 StGB. Ihre Symbole und Kennzeichen, dazu gehören auch Uniformteile, unterliegen dem Verbreitungsverbot nach § 86a StGB.

## Feldbluse
Die Angehörigen des SD trugen bis zum Zweiten Weltkrieg im Standortdienst in aller Regel die schwarze Uniform der Allgemeinen SS und nach Kriegsbeginn die feldgraue Uniform der Waffen-SS. Der rechte Kragenspiegel der Uniform war jedoch leer, was bedeutete, dass im schwarzen Feld kein Symbol oder Abzeichen getragen wurde.
Diese Praxis wurde für alle SS-Organisationen angewandt, für die noch kein eigenständiges Symbol entworfen oder deren endgültiger Status innerhalb der SS noch nicht festgelegt war. Seit 1935 trugen die Angehörigen des SD eine schwarze Ärmelraute mit den Buchstaben SD an ihrem linken Unterarm.
Darunter folgte der schwarze Ärmelstreifen, matt-weiß eingefasst, mit der Bezeichnung SD-Hauptamt für den Stab des Sicherheitshauptamtes und später des Reichssicherheitshauptamtes. Die SD-Angehörigen der Ober- und Unterabschnitte trugen einen schwarzen Ärmelstreifen, matt-weiß eingefasst, ohne Beschriftung.
Mitarbeiter von Stäben oder Ämtern trugen, oberhalb des linken Ärmelaufschlags, schwarze Ärmelbänder mit weißem Rand, ohne oder mit Namenszügen (z. B. „SD-Hauptamt“ oder „Grenz-Polizei“). Die Schriftart war „Latein“, „Gotisch“ oder „Alt-Deutsch“.
Den Sturmscharführern war das Tragen der Offiziersschirmmütze (mit Silberkordel) erlaubt, analog den Meistern in der Ordnungspolizei, doch im Gegensatz zur Praxis in der Waffen-SS.
Sie waren allesamt eingetragene Mitglieder der Allgemeinen SS. Bis circa 1937 wurde bei ihnen das NS-Braunhemd zur Uniform getragen, an dessen Stelle 1937/1938 dann ein weißes Trikothemd trat.

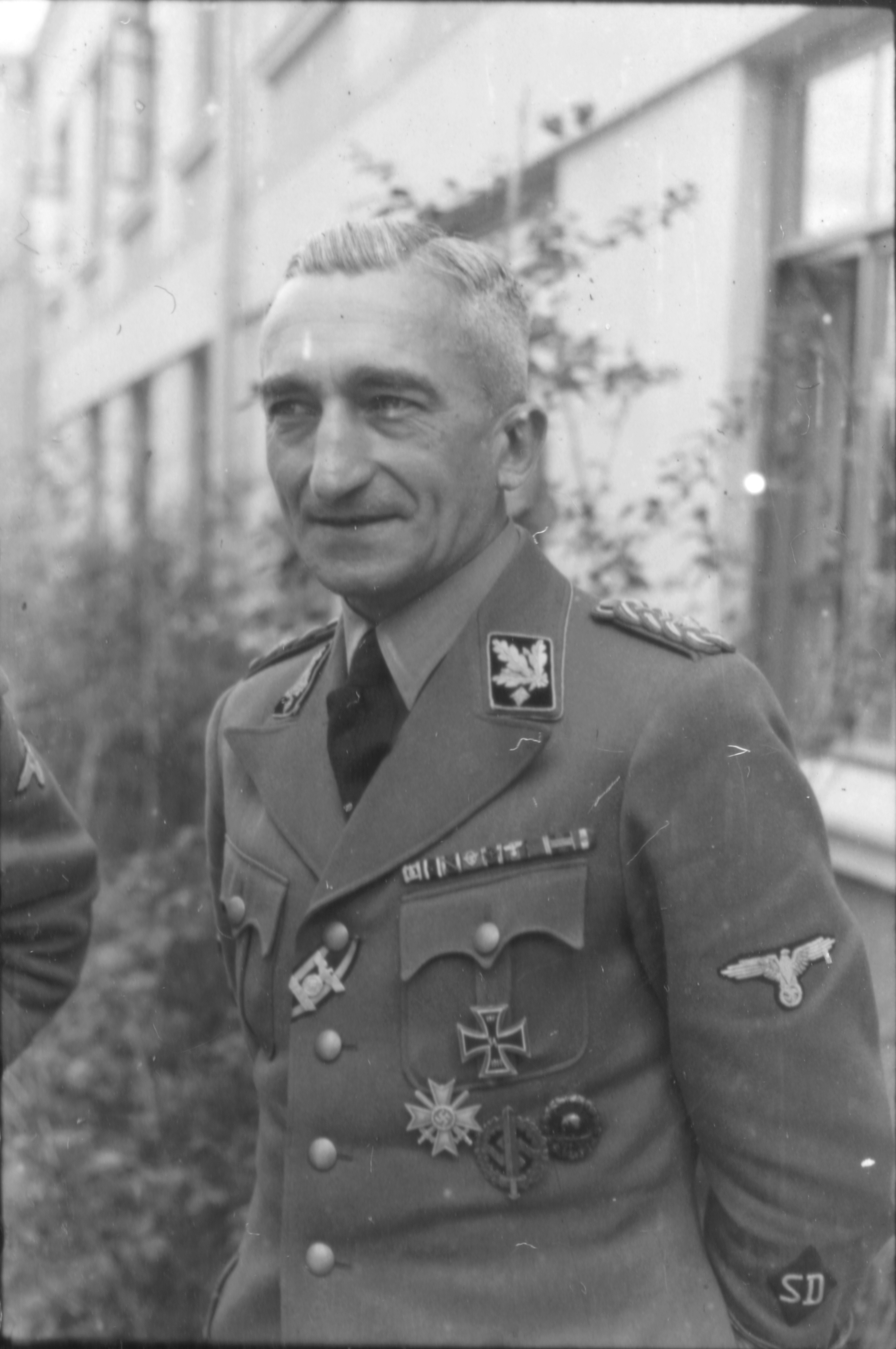
Der Chef des Reichskriminalpolizeiamts Arthur Nebe in der Uniform der Sicherheitspolizei

Die Mitarbeiter der Sicherheitspolizei waren im Gegensatz zu den Angehörigen des SD keine eingetragenen Mitglieder der Allgemeinen SS. Sie gehörten nur über ihre Dienststelle zur Schutzstaffel und waren mit dem SD im Reichssicherheitshauptamt zusammengeschlossen. Die Angehörigen der Sicherheitspolizei (Gestapo, Kriminalpolizei) trugen in Friedenszeiten im Standortdienst Zivilkleider. Bei freiwilligem Beitritt zur SS erhielten sie einen ihrem Polizeidienstgrad entsprechenden SS-Rang und wurden dem SD zugeteilt („Dienstgradangleichung“).
Am linken Unterarm der Uniform trugen die Mitarbeiter der Sicherheitspolizei, die dem SD zugeteilt waren, eine matt-weiß eingefasste schwarze Ärmelraute mit den weißen Buchstaben SD.
Darunter folgte der schwarze Ärmelstreifen, matt-weiß eingefasst, mit der Bezeichnung SD-Hauptamt für den Stab des Reichssicherheitshauptamtes.
Bis 1942 war es üblich, auf den feldgrauen Uniformen die Schulterstücke der Allgemeinen SS zu tragen, erst ab diesem Zeitpunkt an trugen die Mannschafts- und Unteroffiziersdienstgrade die grün-unterlegten Schulterstücke der Schutzpolizei. Des Weiteren wurde es den Unteroffiziersdienstgraden untersagt, Kragenlitzen und Armwinkel zu tragen.

## Schulterklappen und Dienstgrade
Ab März 1942 wurden auf den Schultern die Dienstgradabzeichen der Schutzpolizei (jedoch in schwarzer Grundfarbe) auf einer polizeigrünen Stoffunterlage getragen, entsprechend den jeweiligen Dienstgraden. Zuvor waren die Schulterklappen der Waffen-SS, wie dort nach dem Muster des Heeres, Vorschrift gewesen. In der Frühphase des Krieges trugen die einfachen Mannschaften, bis einschließlich Dienstgrad SS-Rottenführer, die schwarz-weißen Schulterstücke (SS-Jargon: „Schulterschnüre“) der Allgemeinen SS. Mit Einführung der Polizei-Schulterstücke entfielen bei den Mannschaften und Unterführern die schwarz-weiße Schnureinfassung der Kragenpatten sowie die Metalltresse am Kragenrand der Unterführer.
| Schulterstück | SD-Dienstrang                                    | Sipo-Dienstrang                                                                   |
| ------------- | ------------------------------------------------ | --------------------------------------------------------------------------------- |
|               | SS-Obergruppenführer und General der Polizei     |                                                                                   |
|               | SS-Gruppenführer und Generalleutnant der Polizei |                                                                                   |
|               | SS-Brigadeführer und Generalmajor der Polizei    |                                                                                   |
|               | SS-Oberführer und Oberst der Polizei             |                                                                                   |
|               |                                                  |                                                                                   |
|               | SS-Standartenführer                              | Regierungs- und Kriminaldirektor                                                  |
|               | SS-Obersturmbannführer                           | Oberregierungs- und Kriminalrat                                                   |
|               | SS-Sturmbannführer                               | Regierungs- und Kriminalrat Kriminaldirektor Kriminalrat mit über 15 Dienstjahren |
|               | SS-Hauptsturmführer                              | Kriminalrat mit bis zu 15 Dienstjahren Kriminalkommissar mit über 15 Dienstjahren |
|               | SS-Obersturmführer                               | Kriminalkommissar mit bis zu 15 Dienstjahren Kriminalinspektor                    |
|               | SS-Untersturmführer                              | Kriminalkommissar zur Probe Hilfskriminalkommissar Kriminalobersekretär           |
|               |                                                  |                                                                                   |
|               | SS-Sturmscharführer                              | Kriminalsekretär                                                                  |
|               | SS-Hauptscharführer                              | Krminaloberassistent Kriminaloberassistent zur Probe (z. P.)                      |
|               | SS-Oberscharführer                               | Kriminalassistent Kriminalassistent z. P.                                         |
|               | SS-Scharführer                                   | außerplanmäßiger (a. pl.) Kriminalassistent                                       |
|               | SS-Unterscharführer                              | Kriminalassistenanwärter                                                          |
|               |                                                  |                                                                                   |
|               | SS-Rottenführer                                  | Kriminalassistenanwärter                                                          |
|               | SS-Sturmmann                                     | Kriminalassistenanwärter                                                          |
|               | SS-Mann                                          | Kriminalassistenanwärter                                                          |

Nicht dargestellt sind die Junker (Offizieranwärter; SS-Junker bzw. Kriminalkommissaranwärter).

## Ärmeladler
Der Ärmeladler wurde offiziell am 7. März 1936 eingeführt, doch erst Anfang 1937 erstmals ausgegeben. Mit der Übernahme der grauen Uniformen der Verfügungstruppe durch die Dienststellen der Allgemeinen SS wurde der Ärmeladler auch in der übrigen SS üblich.
Der Ärmeladler war grundsätzlich handgestickt und lag auf einem schwarzen Untergrund. Für die Mannschafts- und Unteroffiziersdienstgrade bestand der Ärmeladler aus mattweißem Faden, für Offiziere aus Aluminiumfaden.
1939 wurde der alte Ärmeladler zu Gunsten eines neuen SS-Adlers, der nun dem Adler auf den Dienstmützen entsprach, aufgegeben. Obwohl der alte Ärmeladler seitdem nicht mehr ausgegeben und ab 1940 eingezogen wurde, sind Fotodokumente aus der Zeit des Zweiten Weltkrieges überliefert, die belegen, dass der Adler in der SS noch bis 1945 verwendet wurde. Anfänglich wurde auch der neue Ärmeladler handgestickt, doch ging man schnell dazu über, diesen über die Wuppertaler Firma BeVo maschinell weben zu lassen. Während die Mannschafts- und Unteroffiziersdienstgrade weiterhin den Adler aus mattweißem Faden trugen, wurde die Offiziersausführung (mit Aluminiumfaden) grundsätzlich handgestickt.